# S/2018 (532037) 1
S/2018 (532037) 1 ist ein Mond des transneptunischen Objektes (532037) Chiminigagua, welches bahndynamisch als Scattered Disc Object eingestuft ist. Der Begleiter weist etwa ein Viertel des Durchmessers der Mutterplanetoiden auf.

## Entdeckung und Benennung
S/2018 (532037) 1 wurde am 15. Januar 2018 von einem Astronomenteam, bestehend aus Scott S. Sheppard und Yanga R. Fernández (Universität von Hawaii) sowie Arielle Moullet (NRAO), auf 2018 vom Hubble-Weltraumteleskop erstellten Aufnahmen von 2013 FY27 entdeckt. Der Begleiter wurde von den Entdeckern auf den Hubble-Bildern in einem Abstand von 0,17 Bogensekunden gefunden, mit einer um 3,0 ± 0,2m schwächeren scheinbaren Helligkeit. Durch die Aufnahmen ließen sich beide Komponenten des Systems als klar getrennt erkennen. Die Entdeckung wurde etwa ein halbes Jahr später am 10. August 2018 bekanntgegeben, der Mond erhielt die vorläufige Bezeichnung S/2018 (532037) 1. (Stand 25. September 2019)

## Bahneigenschaften
S/2018 (532037) 1 umläuft das gemeinsame Baryzentrum in einem mittleren Abstand von 9800 km zum Planetoiden (26,4 2013 FY27- bzw. 105,4 S/2018 (532037) 1-Radien) und benötigt dafür etwa 15 Tage, was rund 10976 Umläufen in einem 2013 FY27–Jahr entspricht. Die Bahnexzentrizität sowie –neigung des Begleiters sind derzeit noch unbekannt.

## Größe
Der Durchmesser von S/2018 (532037) 1 wird derzeit auf rund 190 km geschätzt, ausgehend von einem geschätzten Rückstrahlvermögen von 17 %, analog zum Mutterplanetoiden. Die Entdeckung des Mondes scheint keinen nennenswerten Einfluss auf die Größenbestimmung des Mutterplanetoiden zu haben, welcher nach aktuellen Schätzungen eine Größe von 742 km aufweist. Somit dürfte S/2018 (532037) 1 etwa 25,1 % des Durchmessers von 2013 FY27 aufweisen. Die scheinbare Helligkeit von S/2018 (532037) 1 beträgt 25,2 m.
| Jahr | Abmessungen km | Quelle         |
| ---- | -------------- | -------------- |
| 2018 | 190,0          | Sheppard u. a. |

Die Entdecker halten es für denkbar, dass der Mond analog zur Kollisionstheorie zur Entstehung des Erdmondes entstanden sein könnte, ähnlich wie die Monde der anderen großen Transneptune. Bisher wurde noch keine Massebestimmung der beiden Körper durchgeführt.